# Тејтум О’Нил
Тејтум Беатрис О’Нил (енгл. Tatum Beatrice O'Neal; Лос Анђелес, Калифорнија; рођена, 5. новембра 1963), је америчка глумица. Најмлађа је добитница Оскара. Награду је добила за епизодну улогу у филму „Месец од папира“ 1974. године, када је имала десет година и 148 дана.

## Породица
О’Нилова је рођена у Лос Анђелесу, као кћерка Рајана О’Нила и глумице Џоане Мур, која се појавила у разним филмовима са Рајаном О’Нилом. Њен брат Грифин рођен је 1963. Године 1967. њени родитељи се се развели. Њен отац је оженио глумицу Ли Тејлор-Јанг, а из тог брака је настао њен полубрат, Патрик. Тејтум има још једног полубрата, Редмонда, из везе Рајана О’Нила и глумице Фаре Фосет. Џоана Мур је умрла 1997. од рака плућа, када је имала 63 године.

## Каријера

### Почетак каријере
Године 1974. О’Нилова постаје најмлађа особа која је добила Оскара, а тај рекорд још стоји. Добила је Оскар за најбољу споредну глумицу и Златни глобус за најбољу нову женску звезду године за улогу у филму „Месец од хартије“. Имала је десет година кад је добила Оскара.
Током њеног детињства и тинејџерских година глумила је у доста познатих филмова попут The Bad News Bears (1976) заједно са Волтером Матауом, International Velvet (1978) са Кристофером Пламером и Ентонијем Хопкинсом, и Little Darlings (1980) са Кристи Макникол. Такође се појавила у мање успешном филму Nickelodeon (1976) са њеним оцем Рајаном, а у филму Circle of Two (1980) у којем је глумила са Ричардом Бартоном имала је сцену у којој се појављује гола.

### Каснија каријера
Током брака са Макенроом запоставила је глумачку каријеру. За 15 година појавила се у само 5 филмова.
Почетком 2000-их O'Нилова глуми све чешће и има гостујуће улоге у Секс и град, Ред и закон... Године 2005. има има споредну улогу у серији Rescue Me у којој глуми Меги Гејвин. Јануара 2006. учествовала је у другој сезони емисије Плес са звездама америчке телевизије , али је елиминисана у другом кругу.

## Приватни живот
Један од њених првих момака у јавности је био Мајкл Џексон, с којим је била у вези од касних седамдесетих до раних осамдесетих година двадесетог века. Тејтум се удала за тенисера Џона Макенроа. Нико од њене породице није присуствовао церемонији венчања. Заједно имају троје деце: Кевина (рођеног 1986), Шона (рођеног 1987) и Емили (ређене 1991). Одвојено живе од децембра 1992, а разведени су 1994. Након развода су се поново појавили проблеми с дрогом и она постаје зависна од хероина. Као резултат тих проблема, Макенро добива старатељство над децом 1998. године.
Дана 1. јуна 2008 је наводно ухапшена због куповине кокаина у близини своје стамбене зграде на Менхетну. Код ње су нађене две торбе са дрогом — једна са креком, једна са обичним кокаином и једна неискоришћена крек цев. Другог јула 2008, О’Нилова се изјаснила кривом за недолично понашање у вези са хапшењем и сложила се да проведе два полудневна третмана на клиници за одвикавање.